# Jerry Lewis

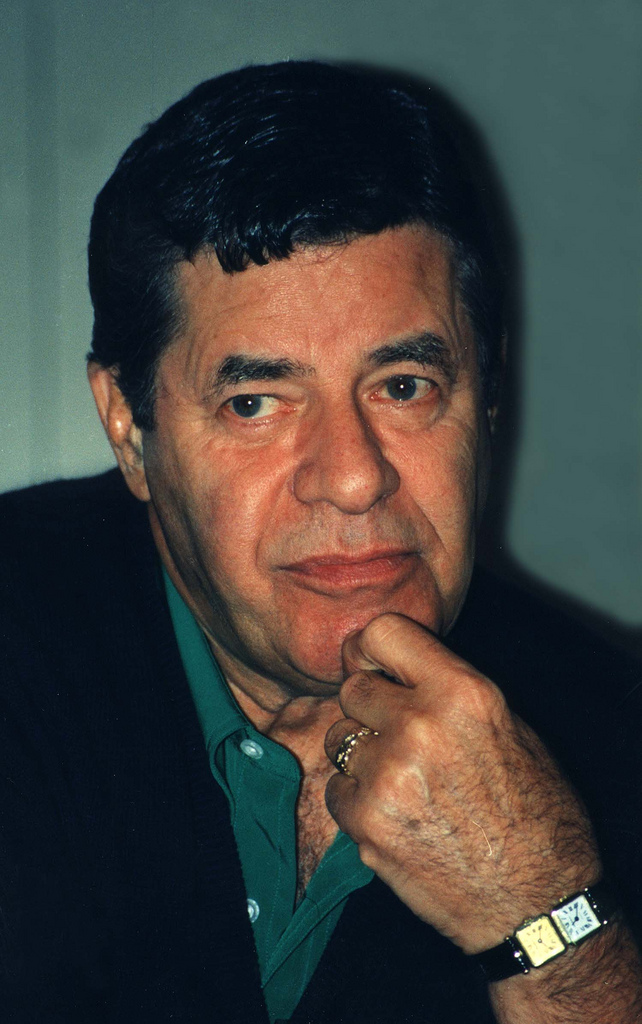
Jerry Lewis (1995)

Jerry Lewis (* 16. März 1926 als Joseph Levitch in Newark, New Jersey; † 20. August 2017 in Las Vegas, Nevada) war ein US-amerikanischer Komiker, Schauspieler, Sänger, Produzent, Drehbuchautor und Regisseur. Weltweit bekannt wurde er nach dem Zweiten Weltkrieg durch eine zehnjährige Zusammenarbeit mit dem Sänger und Entertainer Dean Martin. Das Duo Martin & Lewis wurde zu einem der erfolgreichsten Comedy-Teams der Nachkriegszeit. Nach der Trennung des Teams verfolgte Lewis eine eigenständige Karriere.

## Biografie
Lewis war ein Einzelkind. Seine Vorfahren waren aus Russland emigrierte Juden. Sein Vater Daniel „Danny“ Levitch (1902–1980) war Sänger und Vaudeville-Darsteller, seine Mutter Rachael „Rae“ Levitch (geborene Brodsky; 1903–1983) Radiopianistin und Dannys musikalische Leiterin aus Warschau. Lewis trat ab 1939 mit dem auch „Pantomimikry“ genannten Record Act auf, bei dem er Schallplatten bekannter Künstler abspielte und dabei, Grimassen ziehend, tat, als ob er sänge. Der Record Act war zu jener Zeit eine gängige Nummer unter Comedians, die kein eigenes Material hatten. Die Nummer war in erster Linie ein Pausenfüller.

### Martin & Lewis

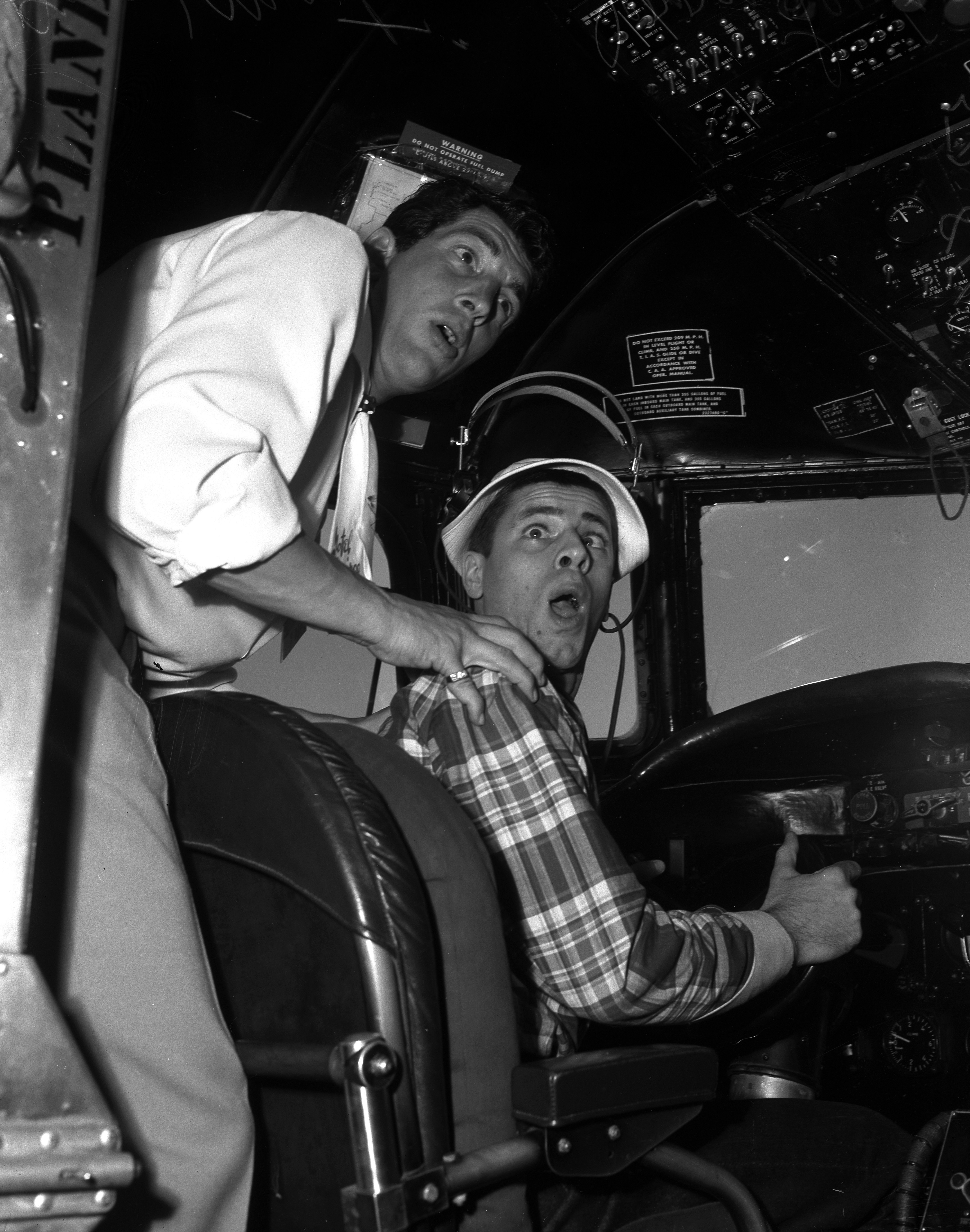
Dean Martin und Jerry Lewis (rechts) (um 1950)

Den Durchbruch schaffte Lewis mit gemeinsamen Auftritten mit Dean Martin, die 1946 im Club 500 in Atlantic City begannen. Ihre improvisierten Auftritte waren eine Sensation: „Die Jungs nehmen sich gegenseitig auf die Schippe, fallen einander rücksichtslos ins Wort, schneiden die wildesten Fratzen und verwandeln den Saal in ein Tollhaus“ (Billboard). Martin & Lewis entwickelten sich zur „heißesten Nummer im Showbusiness“, die Veranstaltern und Produzenten hohe Gewinne garantierte. Ab 1947 spielten sie in den bekanntesten Nachtclubs der USA, und in kurzer Zeit vervielfachten sich ihre wöchentlichen Gagen von 750 US-Dollar (Ende 1946) auf 15.000 Dollar (1949). Nach kurzer Zeit erhielt das Duo eigene Radio-Shows und Fernsehsendungen. Von 1950 bis 1955 traten sie für NBC gemeinsam in 189 Folgen der Colgate Comedy Hour auf. Ab 1949 übertrug Paramount Pictures das Format Martin & Lewis schließlich auf das Medium Spielfilm. Bis 1956 entstanden unter der Produktion von Hal Wallis 16 abendfüllende Filme. Ab 1953 gab es immer wieder Spannungen zwischen Martin und Lewis, die vor allem auf die unterschiedliche Rollengewichtung und -wahrnehmung zurückzuführen waren. Martin fühlte sich zunehmend unterrepräsentiert und fürchtete um seine Eigenständigkeit als Künstler. 1955 eskalierte der Streit. Während der Dreharbeiten zu den letzten beiden gemeinsamen Filmen sprachen Martin und Lewis gar nicht mehr miteinander. Am 18. Juni 1956 verkündeten sie die Auflösung des Teams. Die letzte gemeinsame Vorstellung fand auf die Woche genau zehn Jahre nach ihrem Debüt am 24. Juli 1956 im 500 Club statt.
Die zeitgenössische Kritik lobte Lewis und seinen besonderen Klamauk, während Martin als bloßer auswechselbarer Stichwortgeber (Straight Man) angesehen wurde. Lewis widersprach dem Jahrzehnte später und charakterisierte seine Beziehung zu Martin als Liebesbeziehung. Heute wird der Erfolg des Teams mit der Besonderheit der Rollen von Martin und Lewis und ihrem Verhältnis zueinander begründet, das in dieser Form neuartig war. Martin & Lewis war danach eine einzigartige Kombination aus Sex und Slapstick. Nach zwei Jahrzehnten gegenseitiger Abneigung kam es 1976 zu einem kurzen gemeinsamen Auftritt von Martin & Lewis bei einem im Fernsehen live übertragenen Telethon.
Die Zusammenarbeit und Trennung des Komikerduos Lewis-Martin war später in stark fiktionalisierter Form Thema des Spielfilms Wahre Lügen aus dem Jahr 2005.

### Solokünstler

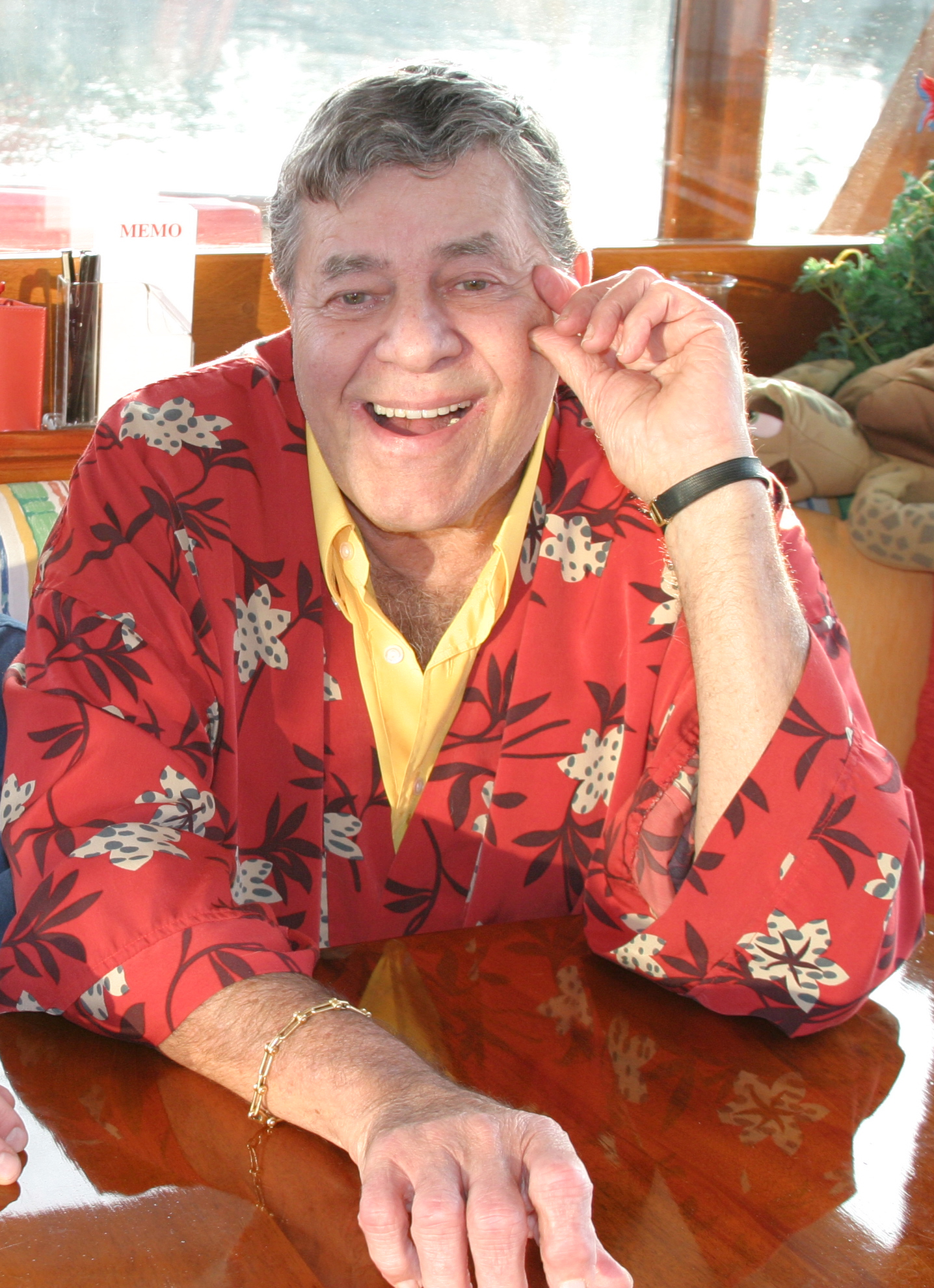
Jerry Lewis (2005)

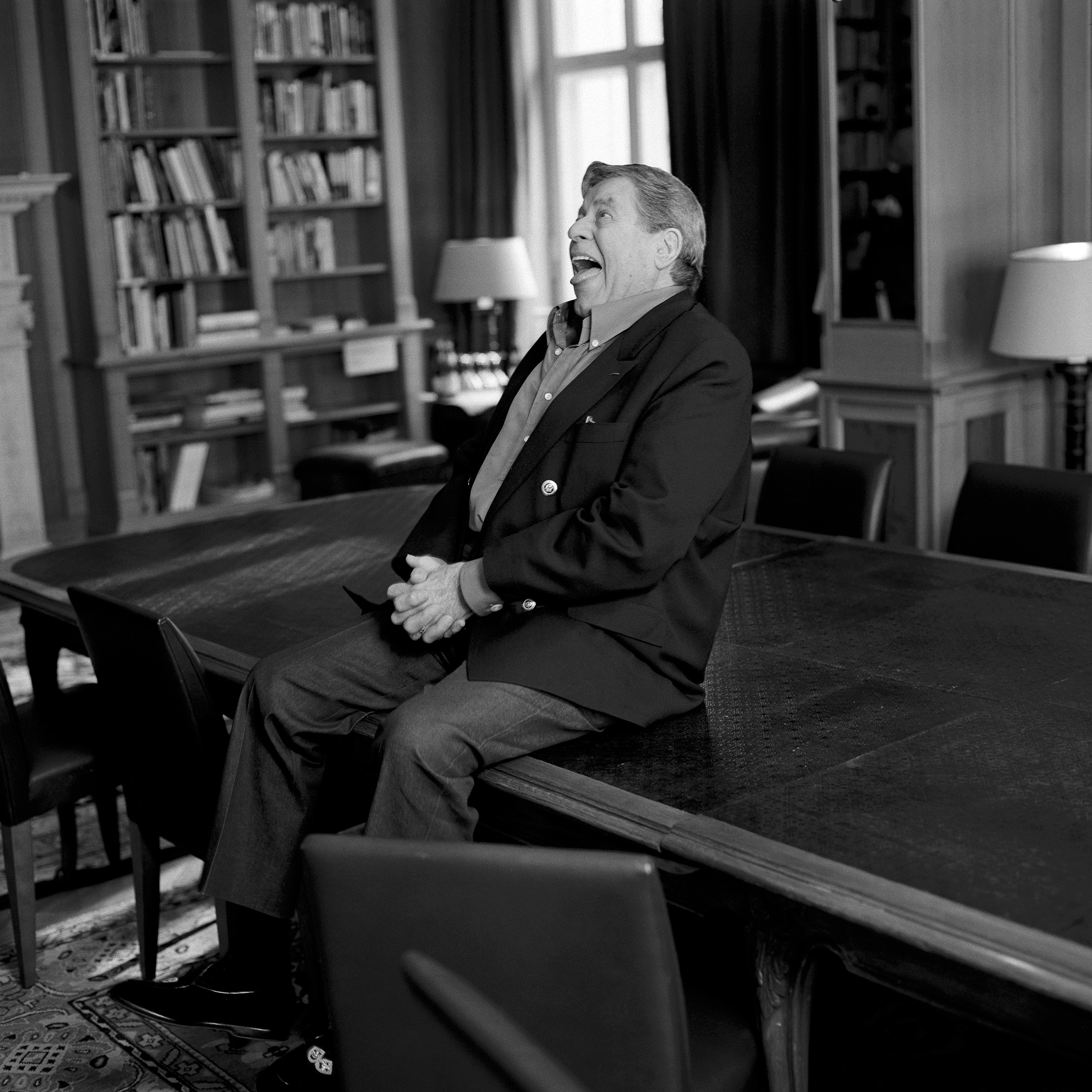
Jerry Lewis fotografiert von Oliver Mark in der Bibliothek der American Academy in Berlin (2006)

Während Martin sich nach der Trennung 1956 zunächst der Bühnenarbeit zuwandte und zum erfolgreichsten Entertainer in Las Vegas wurde, konzentrierte sich Lewis auf die Weiterentwicklung seiner eigenen Filmarbeit und Showkarriere. Der erste Film mit Lewis als alleinigem Hauptdarsteller war 1957 Frank Tashlins Der Held von Brooklyn (The Delicate Delinquent). Lewis begann zu dieser Zeit Drehbücher zu schreiben und auch die Produktionsleitung und die Regie zu übernehmen. Sein erster auf diese Weise entstandener Film war Hallo Page! (The Bellboy, 1960), der als eine Hommage an Stan Laurel gedacht war. Während der Produktion entschied sich Lewis erstmals, das damals noch neue Medium „Video“ einzusetzen, um die entstandenen Aufnahmen sofort kontrollieren zu können – eine Vorgehensweise, die später zum Standard bei Filmproduktionen wurde. Von 1957 bis 1959 lief im Fernsehen The Jerry Lewis Show. Aus dieser Zeit stammt auch sein Sketch „The Typewriter“ (Die Schreibmaschine), basierend auf der Musik Leroy Andersons, den er in sein Standardrepertoire aufnahm und danach immer wieder in Fernseh- und Bühnenshows einbaute (zunächst in seinem Film Der Ladenhüter 1963 und auch im deutschen Fernsehen 1974 in der Klimbim-Show). Zudem trat Lewis in den Jahren 1956, 1957 und 1959 als Moderator der Oscarverleihung auf.
Trotz seiner oft quäkenden Stimme hatte Jerry Lewis 1950 einen Chart-Hit mit der Interpretation des Liedes Rock-a-Bye Your Baby with a Dixie Melody, das zuvor durch Al Jolson und Judy Garland bekannt wurde. Die Langspielplatte Jerry Lewis Just Sings rangierte 1956 sogar unter den Top 20 der US-amerikanischen Hitparade.
Auch bei den nachfolgenden Filmen Ich bin noch zu haben (The Ladies Man, 1961), Der Bürotrottel (The Errand Boy, 1961) und Der verrückte Professor (The Nutty Professor, 1963) führte Lewis selbst Regie und war zugleich Hauptdarsteller. Ab Mitte der 1960er-Jahre ging der Erfolg seiner Filme zurück, und er engagierte sich stattdessen für die Stiftung gegen Muskelschwund in Fernsehsendungen, die seit den 1950er Jahren am US-amerikanischen Labor Day ausgestrahlt, und bei denen jährlich an die 30 Millionen Dollar an Spendengeldern eingenommen wurden.
1972 entstand als französisch-schwedische Koproduktion The Day the Clown Cried, eine Filmgroteske, in der er Regie führte und die Hauptrolle spielte. Der Film handelt von einem Clown, der in ein Nazi-Konzentrationslager verschleppt wird, nachdem er Hitler parodiert hat. Dieser bleibt dort seiner Rolle treu und begleitet sogar am Ende die Kinder des KZ als Clown in die Gaskammern. Der Film kam jedoch nie in die Kinos. Reagierte er zuvor noch sehr gereizt auf die Fragen von Journalisten dazu, erklärte er im Januar 2013 in einem Interview, er schäme sich für den Film, der einfach nur schlecht sei, und dass er ihn auch in Zukunft nie veröffentlichen werde. Viele der damals Beteiligten haben sich hingegen anders geäußert und den Film als Meisterwerk gelobt. Im Februar 2016 wurden im Rahmen einer Fernsehdokumentation einige Szenen im deutschen Fernsehen gezeigt.
Nach dem Fiasko zog sich Lewis zunächst aus der Öffentlichkeit zurück. Erst nach achtjähriger Abwesenheit von der Kinoleinwand brachte Lewis als Regisseur und Hauptdarsteller 1980 den Film Alles in Handarbeit (Hardly Working) heraus, mit dem er jedoch nicht mehr an seine früheren Erfolge anknüpfen konnte. Zwei Jahre später trat er als gekidnappter Showmaster in Martin Scorseses The King of Comedy (1982) neben Robert De Niro auf. Nach den Dreharbeiten erlitt Lewis einen schweren Herzinfarkt und war kurzzeitig klinisch tot. Danach zog er sich weitgehend aus dem Filmgeschäft zurück, trat aber bisweilen noch in Broadway-Shows auf, so u. a. als „Teufel“ in der Wiederaufnahme des Musicals Damn Yankees.
1988 und 1989 spielte Lewis in fünf Episoden der von Stephen J. Cannell produzierten Krimiserie Kampf gegen die Mafia (Originaltitel: Wiseguy) einen Industriellen. Die Rolle war für ihn sehr bemerkenswert, weil sie ohne jede Komik war. Auch im hohen Alter trat Lewis mit Bühnen- und Filmauftritten immer wieder in Erscheinung. 1995 spielte er einen alternden Entertainer in der Tragikomödie Funny Bones – Tödliche Scherze. Seine letzte Filmrolle übernahm Lewis im Jahr 2016 als Vater des korrupten Polizisten Jim Stone, gespielt von Nicolas Cage, im Thriller The Trust. Auf dem Hollywood Walk of Fame sind Lewis zwei Sterne gewidmet bei den Adressen 6150 und 6821 Hollywood Boulevard.

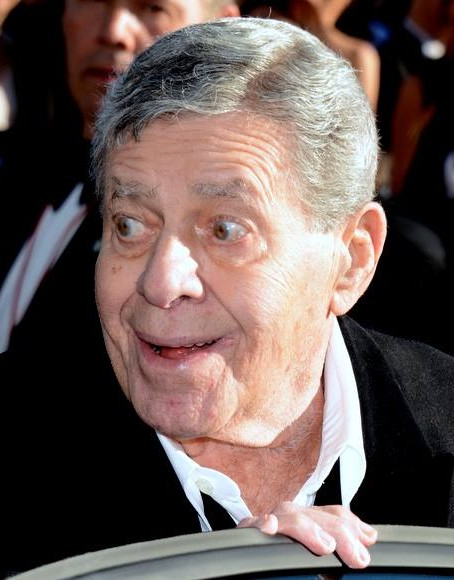
Lewis bei den Internationalen Filmfestspielen von Cannes 2013

Sein Deutscher Synchronsprecher war jahrelang Horst Gentzen († 1985), der auch dem Frosch Kermit aus der Muppet Show seine Stimme geliehen hat.
Die Figuren, die Lewis in verschiedenen Filmen darstellte, wurden in der Zeichentrickserie Will The Real Jerry Lewis Please Sit Down? parodiert, die der US-amerikanische Sender ABC von 1970 bis 1972 unter Beteiligung von Jerry Lewis produzierte.

## Privatleben
Jerry Lewis war von 1944 bis 1980 mit der ehemaligen Sängerin Patti Palmer (geborene Esther Grace Calonico; 1921–2021) verheiratet. Sie hatten sechs gemeinsame Söhne; fünf leibliche und einen adoptierten. Von 1983 bis zu seinem Tod war er mit  Sandra „SanDee“ Pitnick verheiratet. SanDee war eine an der University of North Carolina School of the Arts ausgebildete Ballerina und spätere Stewardess. Lewis lernte sie in einer Tanzszene in seinem Film Alles in Handarbeit kennen. Sie heirateten 1983 und hatten eine Adoptivtochter. Sein ältester Sohn Gary hatte in den 1960ern einige Erfolge in einer Band namens Gary Lewis & the Playboys. Ein anderer Sohn, Joseph Christopher Lewis (1964–2009), starb an einer Überdosis Drogen. Lewis hatte sieben Enkel und eine Urenkelin.
Er ging offen Beziehungen mit anderen Frauen ein und gab ungeschminkte Interviews über seine Untreue. 2011 enthüllte er gegenüber People seine Affären mit Marilyn Monroe und Marlene Dietrich. Seine erste Frau reichte 1980, nach 35 Jahren Ehe, die Scheidung von Lewis ein und begründete dies mit dessen verschwenderischen Ausgaben und dessen Untreue. Die Scheidung wurde 1983 vollzogen. Alle Kinder und Enkelkinder von Lewis aus der Ehe mit Palmer waren vom Erbe ausgeschlossen. Sein ältester Sohn Gary bezeichnete seinen Vater öffentlich als „gemeinen und bösen Menschen“ und sagte, Lewis habe ihm und seinen Geschwistern nie Liebe oder Fürsorge entgegengebracht.
Im März 1965 zog sich Jerry Lewis im Sands Hotel in Las Vegas bei einer missglückten Rolle von einem Piano einen Wirbelbruch zu. Seitdem litt er mehrere Jahrzehnte lang an beträchtlichen Rückenschmerzen, die ihn sogar an Selbstmord denken ließen. Erst durch die Implantation eines neu entwickelten Gerätes konnten diese Schmerzen gemildert werden. Lewis war jahrelang abhängig von dem Betäubungsmittel Percodan, an das er durch Dean Martins Assistenten Mack Gray herangeführt worden war.
Jerry Lewis starb am 20. August 2017 im Alter von 91 Jahren im Kreise seiner Familie an einem gefäßbedingten Herzversagen.
Im Februar 2022, vier Jahre nach Lewis’ Tod, veröffentlichte Vanity Fair eine Sonderausgabe, in der Lewis verschiedener sexueller Übergriffe, Belästigungen und Beschimpfungen gegenüber den Schauspielerinnen Karen Sharpe, Hope Holiday, Anna Maria Alberghetti und Lainie Kazan in den 1960er Jahren beschuldigt wurde.

## Wohltätigkeit
Jerry Lewis organisierte ab 1966 alljährlich sogenannte Telethons am US-amerikanischen Labor Day für die Muscular Dystrophy Association (Muskeldystrophie-Verein). Sie dauerten zwischen 19 und 21,5 Stunden. Insgesamt wurden dort über zwei Milliarden US-Dollar gesammelt. 1985 wurde Lewis mit der Defense Medal for Distinguished Public Service für seine Arbeit ausgezeichnet, und 2005 erhielt er für die Telethons zudem den Preis des Gouverneurs der Academy of Television Arts and Sciences.
In den Telethons waren typischerweise sehr viele Show-Stars vertreten, darunter einige auch als Ko-Moderatoren (z. B. Ed McMahon und Casey Kasem). Beim vierzigsten Telethon 2005 wurden Sammlungen für die Heilsarmee zugunsten der Opfer des Wirbelsturms Katrina durchgeführt. Beim 42. Telethon 2007 beliefen sich die Spenden auf fast 64 Millionen Dollar, beim 43. Telethon 2008 wurde die Rekordsumme von 65 Millionen Dollar für die Muscular Dystrophy Association gespendet.
Am 22. Februar 2009 wurde Lewis im Rahmen der Oscarverleihung für seine humanitären Verdienste mit dem Jean Hersholt Humanitarian Award ausgezeichnet.

## Filmografie
- 1949: My Friend Irma
- 1950: Irma, das unmögliche Mädchen (My Friend Irma Goes West)
- 1950: Krach mit der Kompanie (At War with the Army)
- 1951: That’s My Boy
- 1951: Der Prügelknabe (The Stooge)
- 1952: Seemann pass auf (Sailor Beware)
- 1952: Schrecken der Division (Jumping Jacks)
- 1953: Starr vor Angst (Scared Stiff)
- 1953: Der Tolpatsch (The Caddy)
- 1953: Der tollkühne Jockey (Money from Home)
- 1954: Der sympathische Hochstapler (Living It Up)
- 1954: Im Zirkus der 3 Manegen (3 Ring Circus)
- 1955: Man ist niemals zu jung (You’re Never Too Young)
- 1955: Maler und Mädchen (Artists and Models)
- 1956: Wo Männer noch Männer sind (Pardners)
- 1956: Alles um Anita (Hollywood or Bust)
- 1957: Der Held von Brooklyn (The Delicate Delinquent)
- 1957: Der Regimentstrottel (The Sad Sack)
- 1958: Der Babysitter (Rock-A-Bye Baby)
- 1958: Geisha-Boy (The Geisha Boy)
- 1959: Keiner verlässt das Schiff! (Don’t Give Up the Ship)
- 1959: Li’l Abner
- 1960: Besuch auf einem kleinen Planeten (Visit to a Small Planet)
- 1960: Hallo Page! (The Bellboy)
- 1960: Aschenblödel (Cinderfella)
- 1961: Ich bin noch zu haben  (The Ladies Man)
- 1961: Der Bürotrottel (The Errand Boy)
- 1962: Geld spielt keine Rolle (It’s Only Money)
- 1963: Der verrückte Professor (The Nutty Professor)
- 1963: Der Ladenhüter (Who’s Minding the Store)
- 1963: Eine total, total verrückte Welt
- 1964: Die Heulboje (The Patsy)
- 1964: Der Tölpel vom Dienst (The Disorderly Orderly)
- 1965: Das Familienjuwel (The Family Jewels)
- 1965: Boeing-Boeing (Boeing, Boeing)
- 1966: Drei auf einer Couch (Three on a Couch)
- 1966: Das Mondkalb (Way… Way Out)
- 1967: Ein Froschmann an der Angel (The Big Mouth)
- 1968: Der Spinner (Don’t Raise the Bridge, Lower the River)
- 1969: Jerry der Herzpatient (Hook, Line & Sinker)
- 1970: Die Pechvögel (One More Time)
- 1970: Wo bitte geht’s zur Front (Which Way to the Front)
- 1980: Alles in Handarbeit (Hardly Working)
- 1982: Slapstick (Slapstick of Another Kind)
- 1982: The King of Comedy
- 1983: Immer auf die Kleinen (Smorgasbord)
- 1984: Jerry der Privatdetektiv (Par où t’es rentré… on t’a pas vu sortir)
- 1984: Jerry der total beknackte Cop (Retenez moi… ou je fais un malheur)
- 1989: Cookie
- 1992: Mr. Saturday Night
- 1993: Arizona Dream
- 1995: Funny Bones
- 2006: Law & Order: Special Victims Unit
- 2013: Max Rose
- 2016: The Trust

## Auszeichnungen

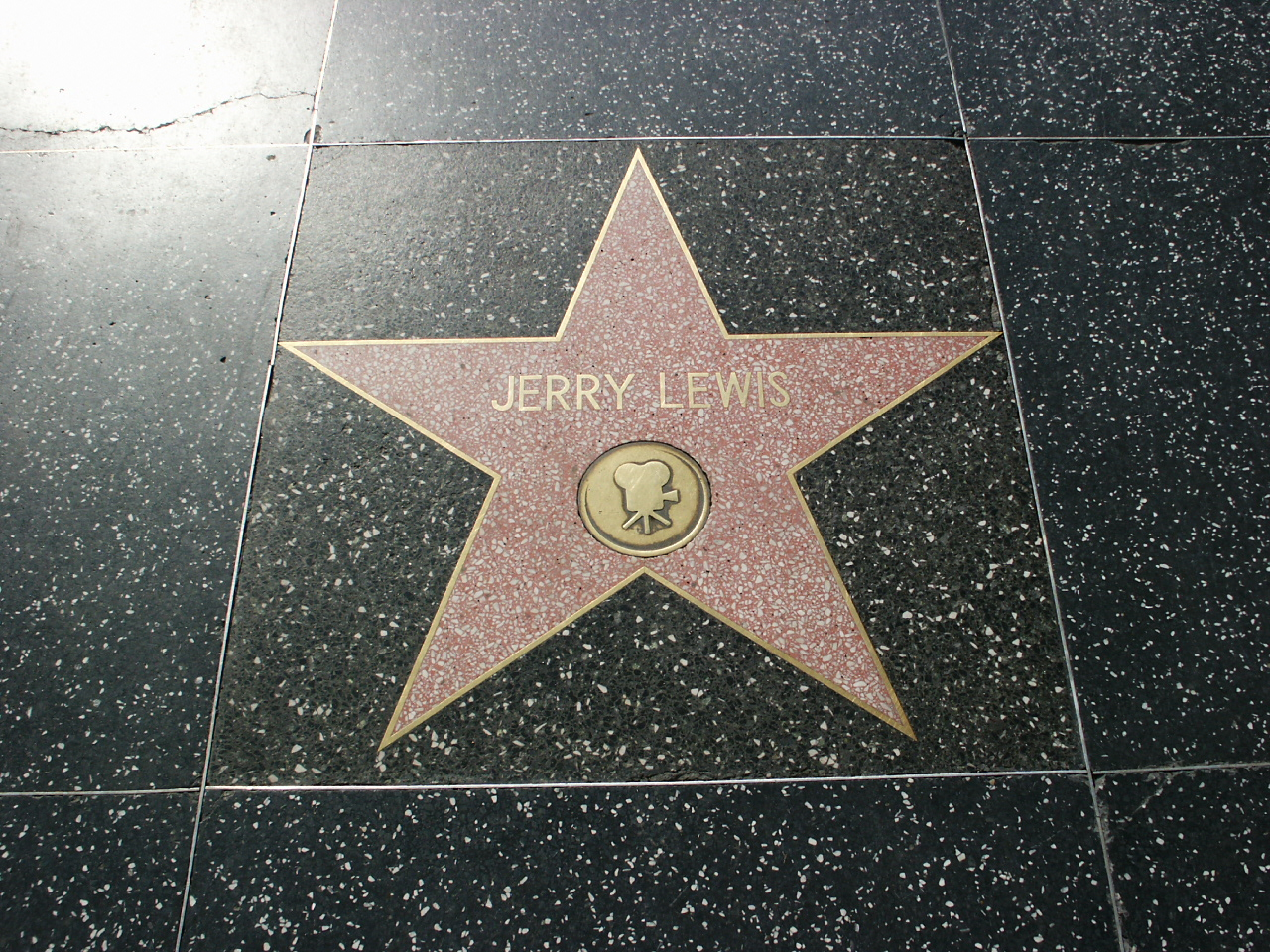
Lewis’ Stern auf dem Hollywood Walk of Fame

- 1954: Goldener Apfel bei den „Golden Apple Awards“ (zusammen mit Dean Martin) als „Kooperativster Schauspieler“
- 1965: Spezialpreis Golden Laurel bei den Laurel Awards als „Family Comedy King“
- 1966: Bester ausländischer Schauspieler (zusammen mit Dean Martin) bei den „Fotogramas de Plata“
- 1966: nominiert für den Golden Globe als bester Schauspieler in Boeing, Boeing
- 1984: Offizier der französischen Ehrenlegion
- 1984: nominiert für die Goldene Himbeere in der Kategorie Schlechtester Schauspieler (für die Rolle in Slapstick)
- 1984: nominiert für den British Academy Film Award als bester Nebendarsteller in The King of Comedy
- 1998: Lifetime Achievement Award „der American Comedy Awards“
- 1999: Goldener Löwe für das Lebenswerk bei den Filmfestspielen von Venedig 1999
- 1999: Ein Asteroid des inneren Hauptgürtels wird nach ihm benannt: (11548) Jerrylewis.
- 2004: Career Achievement Award der Los Angeles Film Critics Association
- 2005: Goldene Kamera für sein Lebenswerk
- 2005: Governor’s Award bei den Emmy-Awards
- 2005: Nikola Tesla Award bei den „Golden Satellite Awards“
- 2006: Kommandeur der Ehrenlegion
- 2009: Jean Hersholt Humanitarian Award (Ehrenoscar)
- 2013: Member des Order of Australia

## Tonträger
- 1956 – Jerry Lewis Just Sings
- EMI Comedy: Dean Martin & Jerry Lewis
- Jerry Lewis: The Capitol Collector’s Series
- Jerry Lewis: Phoney Phone Calls 1959–1972

## Schriften
- Jerry Lewis, Rainer Gansera: Wie ich Filme mache. (OT: The Total Film-Maker.) Rowohlt, Reinbek bei Hamburg 1976, ISBN 3-499-11927-7.
- Jerry Lewis, James Kaplan: Dean and Me – A Love Story. Random House, 2005, ISBN 0-7679-2086-4.

## Fernsehdokumentation
- Der Clown (D 2016), Dokumentation von Eric Friedler (Buch und Regie) mit Schwerpunkt auf dem nicht fertiggestellten Film The Day the Clown Cried.
- Jerry Lewis - Ein Tollpatsch gewinnt die Herzen. Regie: Gregory Monro, ARTE F, Frankreich, 61 Minuten, 2015. In der Arte-Mediathek bis 30. April 2024[25]